# Campeonato de España de Atletismo en pista cubierta de 2017
El LIII Campeonato de España de Atletismo en Pista Cubierta se disputó los días 18 y 19 de febrero de 2017 en la pista "Carlos Gil Pérez" en Salamanca.
Junto a las pruebas individuales, se celebraron los campeonatos de pruebas combinadas (Hepthalon y Pentahlon).

## Resultados

### Hombres
| Evento              |                                                                                   |                                                                                           |                                                                                    |
| ------------------- | --------------------------------------------------------------------------------- | ----------------------------------------------------------------------------------------- | ---------------------------------------------------------------------------------- |
| 60 m                | Ángel David Rodríguez F.C. Barcelona 6"69                                         | Mario López At. Numantino 6"72 MMP                                                        | David Alejandro Vel Salamanca 6"78 MMP                                             |
| 200 m               | Daniel Rodríguez Playas de Castellón 21"01 MMP                                    | Daniel Cerdán C.A. Torrent 21"25                                                          | Manuel de Nicolás Playas de Castellón 21"30 (21"28 MMP en semifinal)               |
| 400 m               | Óscar Husillos F.C. Barcelona 45"92 RN                                            | Samuel García Playas de Castellón 46"35 MMP                                               | Lucas Búa F.C. Barcelona 46"94 (46"23 MMP en semifinal)                            |
| 800 m               | Kevin López C.D. Nike Running 1'49"23                                             | Álvaro de Arriba F.C. Barcelona 1'49"38                                                   | Daniel Andújar Playas de Castellón 1'49"82                                         |
| 1500 m              | Marc Alcalá F.C. Barcelona 3'52"38 (3'48"79 en semifinal)                         | Adel Mechaal New Balance Team 3'52"81 (3'46"64 en semifinal)                              | Llorenç Sales F.C. Barcelona 3'53"57 (3'50"01 en semifinal)                        |
| 3000 m              | Adel Mechaal New Balance Team 8'19"57                                             | Jesús Ramos A.A. Moratalaz 8'20"24                                                        | Fernando Carro Suanzes San Blas 8'20"49                                            |
| 60 m vallas         | Orlando Ortega Independiente 7"61 (7"52 =RC en semifinal)                         | Arnau Erta F.C. Barcelona 7"96 =MMP (7"96 MMP en semifinal)                               | Luis Salort Correr el Garbí 7"98 (7"96 MMP en semifinal)                           |
| Salto de altura     | Miguel Ángel Sancho Playas de Castellón 2,19 m                                    | Simón Siverio Tenerife Caja Canarias 2,17 m                                               | Lysvanys Pérez S.G. Pontevedra 2,14 m                                              |
| Salto con pértiga   | Igor Bychkov Playas de Castellón 5,35 m                                           | Didac Salas F.C. Barcelona 5,25 m                                                         | Eloy Guimerá C.A. Fent Camí Mislata 5,25 m                                         |
| Salto de longitud   | Eusebio Cáceres Independiente 7,98 m                                              | Jean Marie Okutu F.C. Barcelona 7,76 m                                                    | Fernando Ramos Playas de Castellón 7,58 m                                          |
| Triple salto        | Pablo Torrijos Playas de Castellón 16,70 m                                        | José Emilio Bellido Playas de Castellón 16,30 m                                           | Íñigo Uribarren Real Sociedad 16,17 m MMP                                          |
| Lanzamiento de peso | Carlos Tobalina F.C. Barcelona 20,32 m                                            | Borja Vivas At. Málaga 20,26 m                                                            | Alejandro Noguera Playas de Castellón 18,48 m                                      |
| Heptatlón           | Mario Arancón At. Numantino 5692 pts MMP (6"93/7,04/13,69/1,95/8"15/4,40/2'44"89) | Jonay Jordán Tenerife Caja Canarias 5673 pts MMP (7"09/7,09/14,11/1,98/8"03/4,50/2'53"10) | Vicente Guardiola UCAM Cartagena 5381 pts (7"10/6,88/12,59/1,92/8"37/4,30/2'48"35) |

### Mujeres
| Evento              |                                                                         |                                                                            |                                                                                   |
| ------------------- | ----------------------------------------------------------------------- | -------------------------------------------------------------------------- | --------------------------------------------------------------------------------- |
| 60 m                | Cristina Lara F.C. Barcelona 7"40 (7"36 MMP en semifinal)               | María Isabel Pérez Valencia Esports 7"53 (7"46 en semifinal)               | Sheila Cubas Tenerife Caja Canarias 7"54 (7"50 MMP en semifinal)                  |
| 200 m               | Paula Sevilla Playas de Castellón 23"99                                 | Jaël Bestué Muntanyenc S. Cugat 24"01 MMP                                  | Paloma Díez Playas de Castellón 24"15                                             |
| 400 m               | Laura Bueno Valencia Esports 53"38 MMP                                  | Aauri Lorena Bokesa C.D. Nike Running 53"75                                | Carmen Sánchez F.C. Barcelona 54"22 MMP                                           |
| 800 m               | Esther Guerrero New Balance Team 2'03"36                                | Natalia Romero Unicaja Atletismo 2'06"41                                   | Mª Mar Casillas Playas de Castellón 2'10"21 MMP                                   |
| 1500 m              | Solange Pereira Valencia Esports 4'32"49 (4'32"05 en semifinal)         | Marta Pérez Valencia Esports 4'33"40 (4'29"55 en semifinal)                | Lucía Rodríguez Playas de Castellón 4'34"67 (4'26"20 en semifinal)                |
| 3000 m              | Blanca Fernández F.C. Barcelona 9'09"47                                 | Ana Lozano Dental Seoane Pampín 9'11"29                                    | Maitane Melero Grupompleo Pamplona 9'17"55 MMP                                    |
| 60 m vallas         | Caridad Jerez F.C. Barcelona 8"11                                       | Teresa Errandonea Super Amara BAT 8"25 MMP                                 | Nora Orduña At. San Sebastián 8"47                                                |
| Salto de altura     | Ruth Beitia Torralbo's Team 1,96 m                                      | Saleta Fernández Valencia Esports 1,82 m                                   | Cristina Ferrando Playas de Castellón 1,79 m                                      |
| Salto con pértiga   | Malen Ruiz de Azúa Super Amara BAT 4,16 m                               | Carla Franch F.C. Barcelona 4,11 m                                         | Maialen Axpe At. San Sebastián 4,11 m Meritxell Benito Playas de Castellón 4,11 m |
| Salto de longitud   | Juliet Itoya A.D. Marathon 6,51 m MMP                                   | Mª Mar Jover Valencia Esports 6,31 m                                       | Olatz Arrieta F.C. Barcelona 6,29 m MMP                                           |
| Triple salto        | Ana Peleteiro C.A. Adidas 13,67 m                                       | Patricia Sarrapio Playas de Castellón 13,34 m                              | Andrea Calleja F.C. Barcelona 13,11 m                                             |
| Lanzamiento de peso | Úrsula Ruiz Valencia Esports 16,83 m                                    | Belén Toimil Playas de Castellón 16,27 m MMP                               | Elena Gutiérrez F.C. Barcelona 14,56 m                                            |
| Pentatlón           | Andrea Medina A.D. Marathon 4076 pts MMP (8"79/1,75/12,19/5,60/2'21"50) | Yanira Soto Tenerife Caja Canarias 4070 pts (8"63/1,66/11,60/5,67/2'15"20) | Paola Sarabia Tenerife Caja Canarias 4015 pts (9"11/1,75/11,38/5,73/2'19"93)      |